# Andrei Ciurunga
Andrei Ciurunga și Robert Cahuleanu sunt pseudonimele literare ale lui Robert Eisenbraun (n. 28 octombrie 1920, Cahul, România Mare, azi în Republica Moldova – d. 6 august 2004, București, România), poet, memorialist, martir în închisorile regimului dictatorial comunist român, deținut politic la Canal.

## Biografie

### Familie, primii ani
Tatăl său, Herman Eisenbraun, de naționalitate german, care era profesor de limbă germană la liceul „Ion Voievod” din Cahul, a decedat când viitorul poet de abia împlinise patru ani.
Robert Eisenbraun a urmat școala în orașul Cahul, exceptând ultima clasă de liceu, pe care a absolvit-o în Bolgrad.

### Debut literar
Debutul literar, confirmat și de Uniunea Scriitorilor din România, a fost data de 24 ianuarie 1932 când, în primul număr al revistei Tinerimea Moldovei, profesorul de limbă română Constantin Radu, care era și directorul liceului „Ion Voievod”, i-a publicat lui Andrei Ciurunga, în vârstă de 11 ani, prima poezie, având ca temă Unirea Principatelor Românești. Atunci a semnat prima dată cu pseudonimul Robert Cahuleanu, pe care l-a adoptat din profundă simțire românească, cum a declarat el mai târziu.
Debutul editorial s-a produs în 1936, cu placheta de versuri Melancolie. Ulterior a început să publice în câteva reviste: Basarabia, Basarabia literară, Raza. În 1944 i-a apărut la Chișinău cartea de poezii Cântece de dor și de război.

### Refugierea în România
După pierderea Basarabiei de către România, odată cu retragerea trupelor române, în 1944 familia Eisenbraun s-a refugiat în România, stabilindu-se la Brăila. Robert a continuat să scrie, publicând în revistele brăilene „Expresul”, „Ancheta” și „Înainte”, sub pseudonimul Robert Cahuleanu.
Deoarece în unul din articolele sale, publicat în Expresul, în noiembrie 1945, îi îndeamna pe români să respingă comunismul, a fost arestat ca unul din „autorii morali” ai manifestației din 8 noiembrie 1945 și a fost eliberat după 29 de zile de arest.
În 1946, a fost „rugat”, de către județeana de partid, să-și schimbe numele „Robert Cahuleanu”, deoarece orașul Cahul nu mai aparținea României și, deci, nu mai era un nume adecvat unui ziarist român. Prin urmare, și-a schimbat numele în Andrei Ciurunga, pe care l-a păstrat în continuare, deși după 1954 a mai semnat și cu pseudonimele Radu Calomfir, Matei Scutaru, Nicu Grădinaru.
În 1947, cu ajutorul unui zețar cunoscut și, fără știrea cenzurii, a tipărit o plachetă de versuri puternic colorată anticomunist, intitulată: „Poeme de dincoace”. A fost denunțat de un cunoscut, dar nu a putut fi arestat deoarece volumul „corp delict“ fusese distrus, la timp, de mama sa.
În 1949 s-a mutat la București, unde s-a angajat la revista Flacăra și a mai colaborat cu publicațiile: Contemporanul, Viața Românească, Ateneu, Ramuri, Tribuna, Vatra, Viața militară, Urzica, Rebus.

### „Dușman al poporului”
Un document strict confidențial al DPA din 1949 semnala acțiunile unei „grupări dușmănoase” a tinerilor scriitori:
„în ultima vreme informațiile primite la Secția Propagandei și Agitației a CC al PMR arată că dușmanul și-a intensificat sub diferite forme activitatea în rândurile scriitorilor, îndeosebi printre scriitori și poeți tineri. Astfel am fost informați de existența unui curent dușmănos și poate chiar a unei grupări dușmănoase a poeților fugiți din Basarabia la București după intrarea trupelor sovietice. Astfel, A. Ciurunga, care lucrează la Flacăra, Contemporanul și Licurici, ar fi una și aceeași persoană cu Robert Cahuleanu, care în timpul războiului a tipărit o carte antisovietică la Chișinău. Am fost informați că Ciurunga a publicat ilegal la Brăila o serie de versuri împotriva regimului nostru. Ciurunga este strâns legat de poetul Victor Tulbure, care cunoaște bine trecutul lui“.
A fost arestat la 2 februarie 1950, în urma altui denunț al unui coleg, și a fost condamnat la 4 ani de închisoare pentru „crima de uneltire împotriva păcii”, pentru volumul „Cântece de dor și război”.
După ce a trecut prin închisorile Uranus, Galați și Jilava, a fost trimis în lagărul de muncă de la Canalul Dunăre-Marea Neagră unde s-a împrietenii cu scriitorii George Ivașcu, Isac Peltz, Nicolae Davidescu, Ștefan Ionescu și Horia Nițulescu. Ca să nu uite poeziile compuse mintal în închisoare, Robert inventase o formă fixă de poezie, decastihul, cu numai două rime; ajungea să-și amintească un singur vers pentru a reconstitui întregul. Așa se face că își cususe pe pânză, în căptușeala unui pieptar, primul vers – versul-cheie – al câtorva sute de decastihuri, din care, peste ani, a publicat un volum, sub pseudonimul Andrei Ciurunga.
A fost eliberat la 13 mai 1954, după ce mai efectuase încă 100 de zile supliment față de cei 4 ani de condamnare oficială. Întors în București, ca fost deținut politic nu i s-a permis să se angajeze decât ca om de serviciu, portar, magazioner de șantier și abia după un timp, contabil și pedagog pentru elevii de liceu. Deși avea interdicție de a publica, a reușit totuși să publice câte ceva în revistele Rebus și Urzica, folosind pseudonime precum Radu Calomfir, Matei Scutaru, Nicu Grădinaru etc.
În anul 1958 autoritățile au reușit să stabilească legătura între versurile care circulau printre condamnații de la Canal și autorul acestora, Andrei Ciurunga. La 28 noiembrie 1958 a fost arestat din nou și a primit o condamnare de 18 ani de muncă silnică, pentru că a lăsat să circule poemele concepute la Canal. A executat pedeapsa în Balta Brăilei și la Gherla. În această perioadă a legat prietenii cu scriitorii Alexandru Ivasiuc, Ion Omescu, Constantin Florin Pavlovici, Alexandru Mihalcea, istoricul Alexandru Zub și cu Mihai Rădulescu. A fost eliberat odată cu toți deținuții politici, în iulie 1964.
Abia în 1967 Andrei Ciurunga a fost reprimit în Uniunea Scriitorilor și a început să-și publice opera, atât cât i-a permis cenzura.

### Compromisuri
A fost nevoit să facă și compromisuri, scriind și poezii de laudă pentru conducătorii perioadei, ca de exemplu poezia „Istorie” dedicată în 1984 Elenei Ceaușescu:
Era o fată simplă ca miile de fete  /  care purtau în inimi  o țară și-un inel
Uitase că din leagăn i s-a tot spus  Elena  /  ea se numea Florina conspirativ, adânc.
În lagărul de-acolo avea de mult Florina  /  un legendar logodnic - iar Patria un fiu
De-atunci trecură anii cu zborul lor fierbinte/  azi o numim Elena și-o-nconjurăm cu flori.

### Atitudinea față de Basarabia.
Atitudinea sa față de Basarabia și identitatea românească a fost una puternic patriotică, poetul luptând neobosit pentru afirmarea adevărului istoric și apărarea identității românești împotriva influențelor politice străine. 

## Volume
- Robert Cahuleanu — Melancolie, Cahul, 1936
- Robert Cahuleanu — În zodia cumpenei, Bolgrad,1939
- Robert Cahuleanu — Poemele dezrobirii, Chișinău, 1943,
- Robert Cahuleanu — Cântece de dor și de răsboiu, Editura Dacia Traiană, Chișinău, 1944
- Andrei Ciurunga — Poeme de dincoace, publicat clandestin, Brăila 1947
- Andrei Ciurunga — Decastihuri, București: Editura pentru literatură, 1968
- Andrei Ciurunga — Vinovat pentru aceste cuvinte, București: Cartea Românească, 1972.
- Andrei Ciurunga — Argumente împotriva nopții, București, 1976
- Andrei Ciurunga — Micul meu atlas, București, 1976
- Andrei Ciurunga — Echivalențe, București, 1978
- Andrei Ciurunga — Gestul împăcării, București, 1983
- Andrei Ciurunga — Toată țara-i școala mea, București, 1989
- Stepan Tcaciuc în colaborare cu Andrei Ciurunga, Arborele vieții, București, 1991
- Andrei Ciurunga — Poemele cumplitului canal, Craiova, Editura Universalia, 1992
- Andrei Ciurunga — Memorii optimiste (Evocări și versuri din închisori), Editura Fundației Culturale Române, București, 1992
- Andrei Ciurunga — Lacrimi pentru Basarabia, București, Editura Cucuteni 1995, alte ediții: Editura Ulysse 2001, 2002
- Andrei Ciurunga — Poeme din iad pentru îngeri, București, 1996
- Andrei Ciurunga — Ceasuri fără minutare, poeme din închisoare, București, 1996
- Andrei Ciurunga — Versuri pentru Ina (București, 1996),
- Andrei Ciurunga — N-aveți un surâs în plus (București, 1996),
- Andrei Ciurunga — Poeme cu umbre de gratii, Editura Sagittarius, București, 1996
- Andrei Ciurunga — Versuri cu cimilituri (București, 1997),
- Andrei Ciurunga — Poeme, antologie (București, 2001)

## In memoriam
- Din 28 martie 2014, Biblioteca Raională Cahul poartă numele „Andrei Ciurunga”.[12]
- În orașul Chișinău, o stradă poartă numele „Andrei Ciurunga”.

## Legături externe
- Andrei Ciurunga - autori.citatepedia.ro
- Andrei Ciurunga – un nume de legendă printre legionari, publicat de Ion Coja în Doctrină naționalistă, Textele altora pe 24 iulie 2015
- Destinul poetului Andrei Ciurunga - academia.edu, publicat de Maxim Papana, accesat pe 27 iulie 2015